# Lluís Ferrer i Clariana
Lluís Ferrer i Clariana (Mataró, Mataró, Maresme, 27 d'agost de 1909 - Mataró, Maresme, 10 d'octubre de 1970), fou un historiador català. Fundà a Mataró l'Obra de Sant Francesc (1945), dedicada a la restauració d'ermites de la comarca. Fou director de l'arxiu parroquial de Santa Maria de Mataró. Publicà diversos articles i les monografies Testimoni del culte de les Santes (1961), Valldeig (1966) i, de més importància, Santa Maria de Mataró, en dos volums (1968-1970).

## Biografia
Lluís Ferrer i Clariana treballa de funcionari municipal a l'oficina d'abastaments i després com a corredor de cotó. Administra algunes cases i propietats de l'arquitecte Puig i Cadafalch, amb el qual manté relacions molt cordials. Tot i els seus problemes cardíacs, no deixa mai de sorprendre els seus coetanis pel seu dinamisme i la seva capacitat de treball.
És un home d'una profunda sensibilitat i una convençuda catalanitat. Des de l'inici d'Unió Democràtica de Catalunya, l'any 1931, ell forma part del primer nucli mataroní d'aquest partit que defensa els valors democràtics dintre d'una ètica cristiana i del nacionalisme català. Coneix membres destacats del partit. Fa especial amistat amb Miquel Coll i Alentorn. Va ser secretari a la junta del consell intercomarcal de Barcelona a partir de l'any 1935.

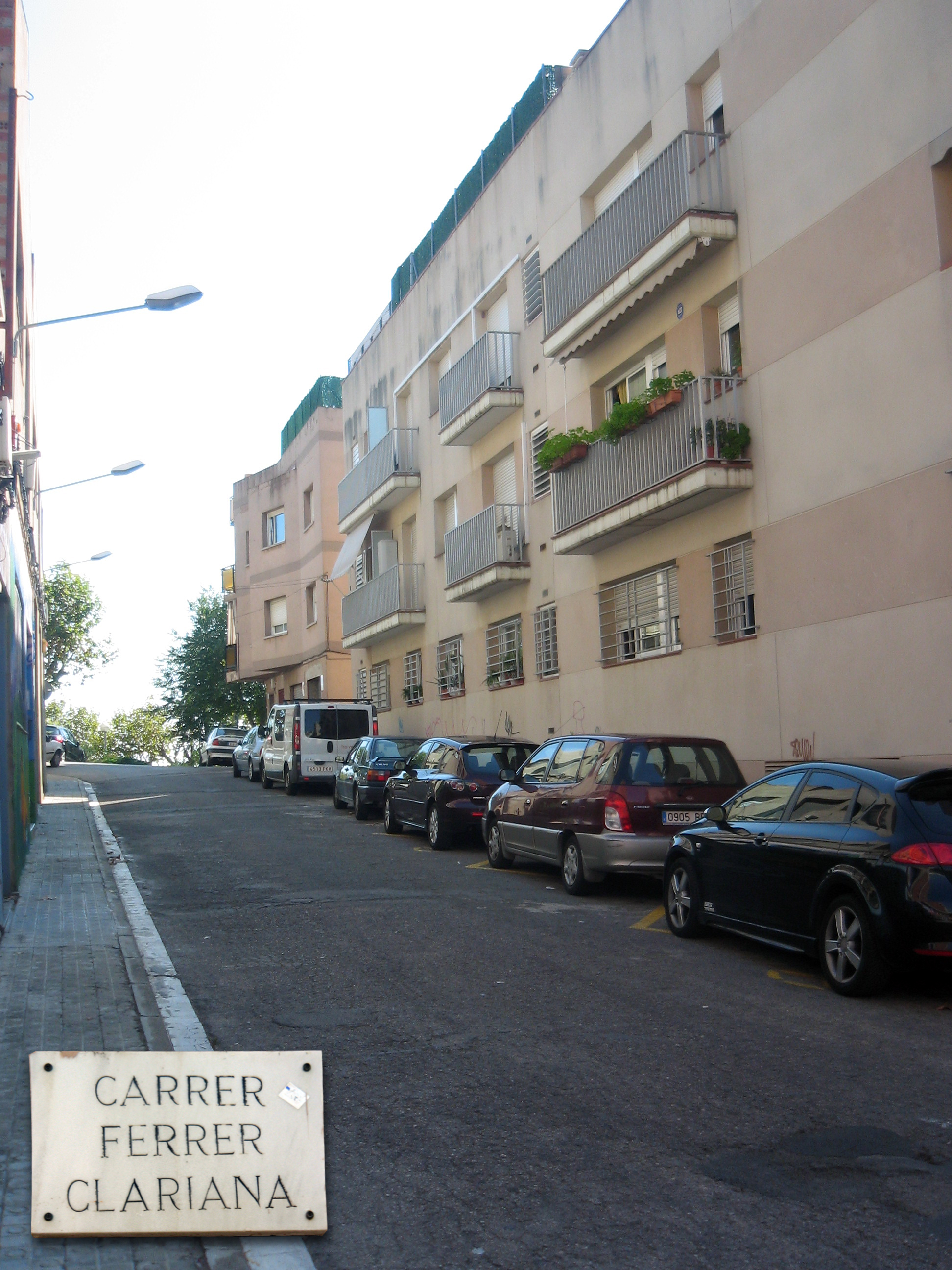
Carrer Ferrer i Clariana de Mataró

L'any 1931, Lluís Ferrer i Clariana entra a formar part de l'Agrupació Excursionista, una de les entitats més dinàmiques i vives de la ciutat de Mataró i se li reconeix una preeminència sobre les altres societats excursionistes. Els excursionistes són presents en tots els camps. Saben que la defensa del nacionalisme sols és possible amb una bona preparació i amb un profund coneixement del país i de la seva història. És amb aquest argument que Lluís Ferrer i Clariana i Jesús Illa organitzen a l'Agrupació cursos d'Història, Geografia, Llengua i Literatura Catalanes. S'ha de recuperar el temps perdut. També cal recuperar els testimonis del passat i és així com Illa i Ferrer Clariana tenen la iniciativa de restaurar l'ermita de Sant Martí de Mata, que efectivament es farà per part dels dinàmics elements de l'Agrupació. La Secció d'Arqueologia de l'Agrupació viu uns moments de gran activitat amb la seva "brigada d'excavacions" que formen el mateix Marià Ribas, Lluís Ferrer Clariana, Josep Montells, Jesús Illa i Cosme Pujades. S'organitzen "excursions arqueològiques" i conferències "artístico-arqueològiques".
Durant el juliol de 1936, per tal de poder salvar el patrimoni cultural de la ciutat de Mataró de la seva destrucció, per part dels incontrolats, és constituït el Comitè Local del Patrimoni, nomenat per l'alcalde Salvador Cruixent. Lluís Ferrer i Clariana forma part d'aquest Comitè, juntament amb Marià Ribas i Beltran, com a destacades personalitats del món cultural local, a ells s'afegeixen Albert Puig, conseller de Cultura; Rafael Estrany, pintor; Lluís Muntaner, pintor; Francesc Bas, professor de l'Escola d'Arts i Oficis; Julià Gual, periodista; Joaquim Cases, periodista; i Lluís Pedemonte, periodista. Aquest Comitè seria anomenat popularment “la Creu Roja de l'Art”.
Entre altres càrrecs, va ser secretari de la junta de l'Acadèmia de les Santes l'any 1939.
Ferrer i Clariana tenia la vocació de restablir la funció cultual de tots els edificis religiosos malmenats, i era el motor d'aquesta empresa. En Marià Ribas hi col·laborava a fons, mercès al seu saber. Però essent Marià Ribas el mestre de l'arqueologia mataronina, els termes de col·laboració s'alternaven quan d'aquesta disciplina es tractava. Bona prova en fou la creació de la Secció d'Història i Arqueologia del Museu de Mataró, l'any 1947, on Ferrer i Clariana era el col·laborador de Marià Ribas.
L'"Obra de Sant Francesc" va ésser creada per en Ferrer Clariana l'any 1943. De fet ja havia pres naixença l'any 1939 en el moment que els nostres dos pioners tornaven a dedicar-se a la salvaguarda del patrimoni, com ja ho havien fet abans, durant la revolució. Però no fou oficialment institucionalitzada fins al 7 de novembre de l'any 1943. El lema de l'Obra és "Francesc refeu els edificis sagrats en defensa del cor dels homes".
Segons paraules dels seus propis col·laboradors: Representa que és l'Obra la que promociona restauracions, edita goigs, organitza festes i aplecs, edita monografies, programa conferències i promou estudis. Però no ens hem d'enganyar, l'Obra és cent per cent Ferrer. O dit d'una altra manera: l'Obra de Sant Francesc és un nom; la institució és ell. La creació del Museu Arxiu de Santa Maria fou una conseqüència d'aquesta actuació.

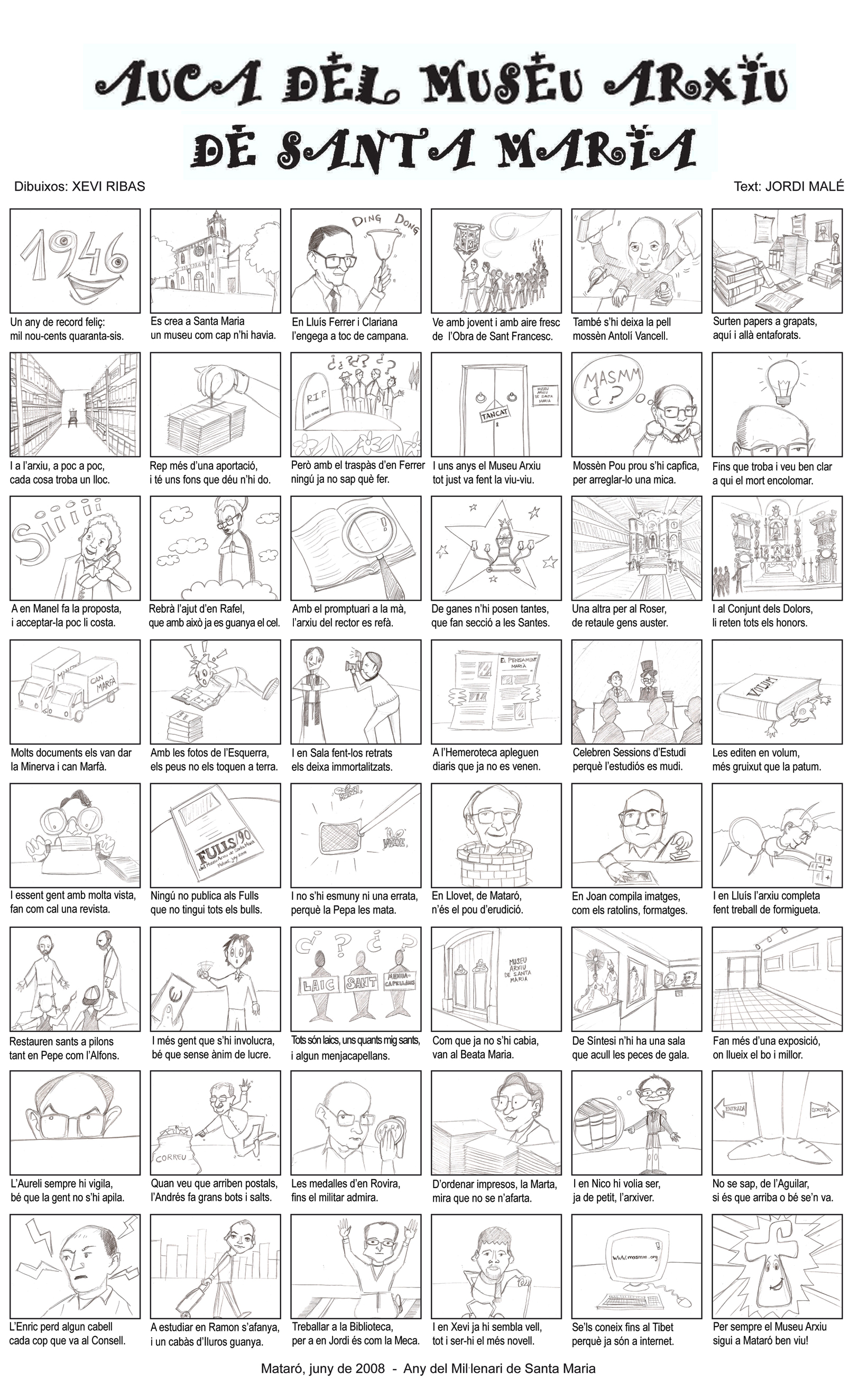
Auca creada el juny del 2008 per a la celebració del Mil·lenari de la Basílica de Santa Maria de Mataró.

El temple de Sant Martí de Mata i el convent de les Caputxines varen ser els primers beneficiaris de l'acció restauradora de l'Obra. També algunes capelletes urbanes retrobaren la seva antiga vocació pietosa. No cal dir que la Basílica va ésser objecte d'una especial atenció per dignificar-la. Bona necessitat en tenia. Durant la guerra, entre altres utilitzacions, havia estat dipòsit de proveïments, estança de refugiats i, fins i tot, mercat. Retornar l'altar de sant Desideri al seu estat primitiu i recuperar la imatge de la Verge dipositada al Museu Municipal, foren dues obsessions d'en Ferrer i Clariana. Sovint ho manifestava. El trasllat de la vella imatge gòtica de l'Assumpció de Maria era una qüestió que només li va comportar disgustos, des de feia mig segle estava dipositada al Museu Municipal. Les topades i les gestions resultaven inútils, fins que un bon dia Ferrer i Clariana va descobrir a l'arxiu el document original en què consta la propietat de l'Església i el dipòsit a favor del Museu. El 27 de desembre de 1952 la imatge es reintegra al temple.
Una altra capella de la Basílica fou igualment beneficiària de la dedicació de Ferrer Clariana. Es tracta de la capella de les Ànimes, en la qual procurà la construcció d'un retaule dedicat a la Mare de Déu del Carme, segons projecte d'en Marià Ribas i executat pel taller d'en Josep Mach. El retaule quedà, però, per acabar. L'acció d'en Ferrer i Clariana es projectà vers els santuaris de Lorita i Santa Maria del Corredor, les ermites de Sant Jaume de Traià i de Santa Margarida de Cabrera i esglésies com la de Sant Andreu d'Alfar, on l'any 1946 es va crear una comissió per a la seva restauració. La mateixa cosa es va fer, el mateix any, al santuari de Santa Maria del Corredor.
El 2 de febrer de l'any 1946 s'inaugura el Museu Històric Arxiprestal de Santa Maria, promogut per l'Obra de Sant Francesc i fet realitat pel seu primer director, Lluís Ferrer i Clariana, d'acord amb el rector, mossèn Vancell. Instal·lada a l'antiga Sala de l'Arxiu de la Comunitat de Preveres, l'entitat salva, ordena i custodia el patrimoni museístic i documental de la parròquia més antiga del terme, que ha quedat fragmentat, escampat i malmès durant la Guerra. El material que l'any 1939 Ferrer i Clariana havia recuperat, procedent de diversos magatzems municipals, on era dipositat a conseqüència de la revolució i la guerra, es va situar primer als baixos de la rectoria i després fou traslladat a la sala de Juntes de l'Administració del Roser, per a ocupar més tard la sala de l'Arxiu de la Comunitat. L"'Obra de Sant Francesc" hi tenia la seva seu i era encarregada de la seva cura i conservació. Ferrer simbolitza l'afany de preservació del passat cultural. Arxiver incansable, troba col·laboradors pertot arreu, estudiosos de la història, artistes, gent que acaba implicant-se en projectes concrets, gent que fa donatius econòmics o gent que forma comissions de propietaris dels llocs on es restaura una ermita o una capelleta de carrer. La mesura és sàvia, perquè a més d'integrar-los a l'empresa, els vincula i solidaritza amb els treballs de conservació i manteniment posterior. Ferrer i Clariana duu a terme una ingent obra de recuperació d'obres d'art i de documentació. A més, organitza exposicions, conferències i crea una secció d'estudis.
Tant al Diari Mataró com a la revista Museu publica articles que escampen la realitat del Museu Arxiu. Organitza exposicions com la d'"Art religiós", realitzada l'any 1948, i col·labora amb d'altres, com la de "Records de Roma" o la de "L'Any Marià universal". Impulsa la primera restauració de les teles de Viladomat de la Capella dels Dolors.
Durant l'abril de 1947, es van celebrar les festes de l'entronització de la Mare de Déu de Montserrat. Va ésser la primera empresa col·lectiva dels catalans després de la guerra civil. La Comissió Abat Òliba, organitzadora dels actes, va procurar que hi participés tot el poble de Catalunya. I va crear i promocionar delegacions locals i comarcals. L'anàlisi de la documentació conservada ens indica que a Mataró, Lluís Ferrer i Clariana és el promotor de la delegació local i l'ànima de la Delegació Comarcal del Maresme. Hi participà, també molt activament. Marià Ribas i Bertran, qui dibuixà i dissenyà la llàntia votiva del Maresme, oferta a Montserrat en aquell moment. La comissió, va ser formada majoritàriament per persones pertanyents a organitzacions catòliques, però de tendència catalanista. La comissió mataronina incidí activament en les dues parròquies de la ciutat. Santa Maria i Sant Josep, i en les corresponents associacions d'Acció Catòlica. Una nota manuscrita de Ferrer i Clariana insinua els contactes amb l'Ajuntament, amb els comerciants, amb els esportistes, amb el Forn del Vidre, amb els escriptors, amb els pescadors, amb els artistes, amb els metges... No sabem si es portaren a terme, però és molt possible. El Museu Arxiu de Santa Maria conserva una part de la documentació generada per la Delegació mataronina.
L'any 1952 fa néixer una filial del Museu Arxiu, creant el Cercle d'Estudis Històrics Pare Rius, amb una conferència inaugural a l'escola Pia.
De les seves nombroses conferències, podem destacar la realitzada l'any 1963, amb el tema "Sant Feliu de Cabrera" realitzada al local de "La Alcancia" i organitzada per la comissió de monuments Històric-artístics de Cabrera o la realitzada en honor de la consagració de l'Ara Magna de la capella preromànica de Sant Cristòfor de Cabrils, durant l'any 1966.
El mateix any 1966, va col·laborar a aconseguir un fet històric per l'impacte aconseguit a la ciutat de Mataró, la gravació de la tradicional Missa de les Santes, fet que la premsa d'aquell moment va considerar com: "un fet important de caràcter tradicional i alhora sentimental, com és la gravació de la per tants conceptes mataronina "Missa de les Santes", notícia que va causar un profund impacte a la ciutat, en el moment en què fa uns dies, va ser anunciat a través de les planes de La Vanguardia" (La Vanguardia, edició del dissabte 2 d'abril de 1966, pàgina 40). La idea de la gravació va néixer de mans del senyor Domènec Monserrat i Recoder, president de Caixa Laietana, empresa que va patrocinar l'enregistrament, i va estar participada pels Cors i Orquestra del Gran Teatre del Liceu. La gravació es va realitzar en el conegut Casino "Alianza" sota la direcció del mestre Marçal Gols, director de l'Orquestra Filharmònica de Las Palmas de Gran Canària. Durant les festes de les Santes del mateix any (1966), els discs de la gravació, acompanyats d'un complet estudi de la Missa, així com d'una biografia de l'autor d'aquesta, mossèn Blanch, es van posar a disposició dels mataronins.
“En Ferrer i Clariana era un home molt jovial, d'un parlar dolç i, malgrat el seu aspecte fràgil, molt ferm en les seves conviccions i decisions. El caracteritzava un cert misticisme, que s'agermanava molt amb el d'en Jesús Illa. No endebades eren tots dos terciaris franciscans. Molt respectuós del proïsme, ens proposava sempre, en finalitzar una prospecció i en el cas d'una troballa de restes humanes, per senzilles que fossin, de fer una pregària per a la persona a qui pertanyien. Escena, amb lots els respectes, molt pintoresca, tenint en compte l'humor anglès d'en Marià Ribas i la fèrtil imaginació de l'Esteve Albert. Era, però, una prova de la gran humanitat d'en Lluís Ferrer i Clariana.
L'última vegada que el vàrem veure havia passat ja molta aigua per dessota del pont de la riera d'Argentona. Ja residint a Perpinyà el vàrem acollir i, amb la seva companyia, vàrem fer una visita a aquesta vila, anant després al centre d'art de Sant Vicenç. En Fermí Bauby, home de cultura i mecenes d'art, propietari del lloc, tenia el gust d'instal·lar, a l'entrada del recinte, una senyera a l'abast de la mà. En arribar-hi, en Ferrer es va treure el capell i, amb molta emotivitat, la va agafar delicadament tot besant-la. L'escena passava en uns temps que a casa nostra encara era postergada, i aquell gest emotiu de l'amic, del company d'inquietuds llunyanes, va ésser un adéu definitiu per senyera interposada”
Extracte de: “El Museu Arxiu de Santa Maria, cinquanta anys ja!” Jaume Lladó i Font.
Jaume Lladó i Font, aleshores ben jove, va pertànyer a l'Obra de Sant Francesc i formà part del grup de col·laboradors de Lluís Ferrer i Clariana
L'any 1970, en el funeral de Ferrer i Clariana, Mossèn Pou es va comprometre davant de la feligresia a publicar el manuscrit del segon volum sobre Santa Maria de Mataró que l'home ha deixat com a obra pòstuma. Va ser un encert, perquè va fer possible la plasmació en paper dels coneixements que Ferrer i Clariana va acumular, al llarg de la seva vida, sobre la parròquia i el seu terme.
Amb la mort de Lluís Ferrer i Clariana, l'any 1970, s'obre un període de tres anys d'incertesa al Museu Arxiprestal de Santa Maria. Es tanca la sala del museu i els fons arxivístics resten a l'espera que algú se'n faci càrrec. Les activitats i visites s'aturen. Presumiblement el rector espera que algun clergue assignat a la parròquia es faci càrrec de l'empresa començada per Ferrer i Clariana. Però, en iniciar-se l'activitat del Consell Pastoral, després de les vacances d'estiu de 1974, el rector transmet als seus membres la inquietud, i planteja l'abandonament del Museu Arxiu com a afer prioritari per resoldre. Gairebé accidentalment es dirigeix a Manuel Salicrú, jove membre del Consell, i li pregunta si vol fer-se'n responsable. Aquest, prudent i conscient de la seva afició per la història, no diu que no. Rafael Soler i Fontrodona, home vinculat a la Confraria dels Dolors i també membre del Consell, s'ofereix a acompanyar Salicrú a la Sala de l'Arxiu.
La ciutat de Mataró, va retre homenatge a aquest digne personatge atorgant el seu nom a un carrer de la ciutat.

## Obres

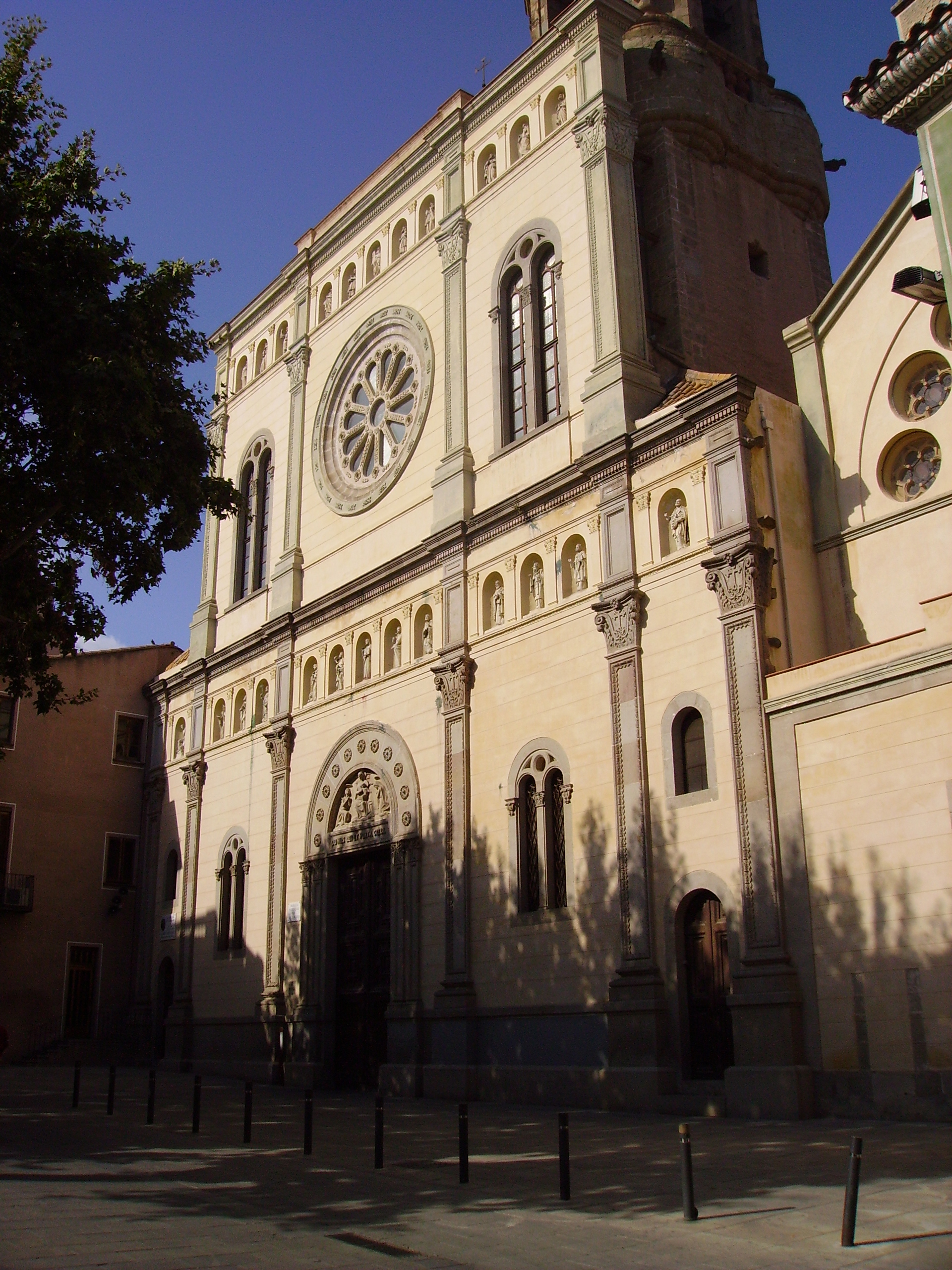
Basílica de Santa Maria de Mataró

- La Capella Pre-romànica De Sant Cristòfor De Cabrils. per: Ribas I Bertran, Marià I Lluís Ferrer I Clariana. Editorial: Edicions Obra De Sant Francesc, I, (Any: 1960)
- Testimonis del culte a les Santes Juliana i Semproniana. Mataró: Impremta Minerva, 1961.
- Monuments històric-artístics i bells paratges de la Maresme Per: Mariano Ribas Bertrán, Lluís Ferrer Clariana, Francesc Carreras Candi. Descripció: Aspectes de Cabrera de Mataró, Cabrils i Vilassar de Mar, amb gravats i texts recopilats d'obres de diversos autors.

Editorial: Desconeguda Any:1963
- Santa Maria de ciutat Freta (...) "Analecta Sacra Tarraconensia" Descripció: Balmesiana (Biblioteca Balmes). Barcelona, 1964. 4 p. Separata d'Analecta Sacra Tarraconensia. Revista de Ciencias Histórico-Eclesiásticas." "Miscelánia de Estudios dedicados a Barcelona Archidiócesis." Vol. XXXVII:1964
- La senyoria Feudal de Mata Descripció: Història del que va ésser domini feudal de l'antiga torre de Mata i posterior castell de Mata, dins dels que van estar compreses "Alarona" o "Ciutat Freta" noms que va tenir la ciutat de Mataró prèviament a l'actual.

Editorial: Desconeguda. Any:1964
- Valldeix. Editorial: Museu i Arxiu Històric Arxiprestal, (Any:1966).
- Santa Maria De Mataró. La Parròquia. El Temple. (dels Orígens A L'últim Terç Del Segle XVII) Descripció: Estudi sobre el temple i la parròquia de Santa Maria de Mataró, per aconseguir aquesta obra, l'autor va haver d'investigar durant més de 26 anys en els principals arxius de Barcelona i Mataró i realitzar tres redaccions d'assaig abans de la seva publicació final. Editorial: Museu I Arxiu Històric Arxiprestal, (Any:1968).
- Santa Maria de Mataró : la parròquia, el temple (1675-1928) Editorial: Museu i Arxiu Històric Arxiprestal. (Mataró. Any:1970).